# Iwan Schmid
Iwan Schmid (Oberbuchsiten, 15 de novembro de 1947) é um ex-ciclista suíço. Competiu na prova de estrada nos Jogos Olímpicos de Verão de 1972 em Munique.